# 練乙錚
練乙錚（英語：Joseph Yi-zheng Lian，1951年8月—），香港經濟學學者、獨派政治評論員及傳媒工作者，有「香江第一健筆」之譽。其雖被視爲獨派人士以至「教父」，但卻為幾乎與香港整個非建制派陣營內各大派系、不同世代均關係良好的罕見人物。

## 生平
練乙錚1951年8月生於香港鑽石山的一個民國派家庭，其舅公曾出任國民政府部長，來港後任新亞書院教授；其父亦於二戰末年於國軍游擊隊中受訓，未及參戰即終戰，繼而於戰後短暫任職國府公務員，直至1949年因國府於內戰戰敗遷臺而舉家逃港為止。但其於中學畢業赴美升學後，旋即投身海外留學生的左派保釣學運八年，並因此與父產生政見齟齬。直至1976年10月6日四人幫倒臺，其心灰意冷退出學運投身學術研究，方才與父和好。
於九龍華仁書院畢業後赴美就讀卡爾頓學院數學系，以高級榮譽畢業後再至明尼蘇達大學進修經濟學博士。畢業後先於加州大學河濱分校任教，其後於1992年回港出任香港科技大學商學院（工商管理）副院長並榮獲首屆最傑出教學獎，任內著有經濟學小品文集《水清有魚》等。期滿離任後接替沈鑒治擔任《信報財經新聞》總編輯。
1998年辭職加入政府出任中央政策組高級顧問，與時任特首董建華、劉兆佳、曾德成等高官共事，更曾為董主筆其英文講稿。2003年因參與民主派遊行而於翌年7月5日被政府突然解僱。卸任公職後離港遊歷三年，更於英國學習帆船遠航的知識和技術，2007年11月駕私人帆船「既濟號」航返香港。航海期間書寫了17篇記載其任職顧問期間心路歷程的文章，當中披露了大量不為人知的中策組內部情況，趣味盎然；全文2005年6月中集結為《浮桴記─謀府生涯六載事與思》刊於《信報》。
2007年12月起回歸《信報》擔任主筆，至2010年1月離職改任特約評論員，不再每日發表政論專欄並僅不定期發表文章；同年3月離港赴日至秋田縣國際教養大學任教經濟學，期間於2012年獨自騎單車環臺，後再度偕友環臺並發表《環臺騎乘記》─一本對臺灣社會政治的深度觀察的遊記。於秋田任教四年後，再轉至山梨學院大學任教。
其赴日後仍經常回港支持自決派、本土派政治活動，並發表文章探討港獨理論，2014—20年間曾於《紐約時報》撰寫中國和香港評論。2021年12月29日爆發立場新聞案，其因案遭港府通緝並自此流亡海外。
練流亡後持續研究及倡議港獨理論，自2022起供稿於自由亞洲電台及《新聞周刊》日文版，主要分析海外港人社群及光復運動内部各種問題；同年於臺灣出版《驚心集：後雨傘運動香港政治評論》文集，書中自序〈或者説─回天〉一文廣為流傳。2024年6月18日於日本一橋大學舉辦的日港民主峰會上發表題爲《論港獨的知行合一─困境下的獨白》的長篇開幕演講，敦促港獨支持者推進運動、盡快起草港獨綱領，獲海外港人社群廣泛關注。

## 事件

### 梁振英誹謗案
2013年2月，練乙錚因其時評文章《誠信問題已非要害 梁氏涉黑實可雙規》，被梁振英以律師信警告誹謗。《信報》立即刊聲明回應，總編輯陳景祥聲明致歉對象是讀者，而非梁振英本人。
2015年3月19日，練乙錚於《信報》發表專欄文章《梁齊昕的處境不就是香港人的一個縮影嗎?》。梁振英隨即分別向《信報》及練乙錚發律師信，要求收回有關評論。練乙錚於23日專欄文章《道歉．道歉的理論．史學．史學的實踐》中就事件致歉。

### 信報專欄被停止
2016年7月29日，練乙錚收到信報總編輯的電郵，表示信報改版而要停止其專欄。香港記者協會及獨立評論人協會即日發表聯合聲明，譴責《信報》因政治氣候甚至政治目的或任務而自我審查，更指「如只懂緊緊跟隨官方口徑，報刊分分鐘要「改姓」，丟失幾十年的招牌和靈魂。」31日，練乙錚以「別了《信報》」為題寫了封給讀者的公開信。8月1日，一群《信報》的前任及現職員工在facebook開設專頁，並發表給《信報》總編輯郭艷明的公開信。公開信以「守言論自由 關注練乙錚專欄被撤走」為題，要求交代終止練乙錚專欄的真正原因，以及撤回終止練乙錚專欄的決定。

### 支持年輕候選人
2016年，練乙錚撰文支持「屬於廣義『傘運世代』的所有年輕候選人」，並希望他們得到足夠的選票悉數當選。同年8月支持梁天琦等本土派、歐諾軒、劉小麗等人；28日，練乙錚更出席香港眾志造勢大會，期間舉起羅冠聰右手以示支持。

### 通緝流亡
2021年12月29日，警方國安處以涉嫌串謀發布煽動刊物拘捕六名《立場新聞》高層及象徵式再拘捕已入獄的前《蘋果日報》副社長陳沛敏，已離港的立場高層練乙錚、蔡東豪及余家輝則遭通緝，練因而自此流亡日本。

## 作品
- . 壹出版. 1995. ISBN 9625771018.
- . 天地圖書有限公司. 2005. ISBN 988201688X.
- . 天窗出版社. 2007. ISBN 9789881754189.
- . 天窗出版社. 2008. ISBN 9789881754196.
- . 天窗出版社. 2009. ISBN 9789881836359.
- . 天窗出版社. 2009. ISBN 9789881866387.
- . 天窗出版社. 2010. ISBN 978-988-18879-7-9.
- . 天窗出版社. 2013. ISBN 978-988-16807-6-1.
- . 天窗出版社. 2014. ISBN 978-988-16810-5-8.

## 外部連結
- 香島裡的浮桴、浮桴上的羊牯[]